# Sainte-Marie-du-Bois (Manche)
Sainte-Marie-du-Bois település Franciaországban, Manche megyében. Lakosainak száma 59 fő (2018. január 1.). Sainte-Marie-du-Bois Husson és Le Teilleul községekkel határos.

## Népesség
A település népessége az elmúlt években az alábbi módon változott:
| Lakosok száma | 142  | 132  | 120  | 83   | 55   | 59   | 55   | 52   | 59   | 59   |
|               | 1962 | 1968 | 1982 | 1990 | 1999 | 2008 | 2011 | 2013 | 2017 | 2018 |